# العلاقات التوغوية النيوزيلندية
العلاقات التوغولية النيوزيلندية هي العلاقات الثنائية التي تجمع بين توغو ونيوزيلندا.

## مقارنة بين البلدين
هذه مقارنة عامة ومرجعية للدولتين:
| وجه المقارنة                                              | توغو            | نيوزيلندا                                              |
| --------------------------------------------------------- | --------------- | ------------------------------------------------------ |
| المساحة (كم2)                                             | 56.78 ألف       | 268.02 ألف                                             |
| عدد السكان (نسمة)                                         | 7.80 مليون      | 4.24 مليون                                             |
| الكثافة السكانية (ن./كم²)                                 | 137.37          | 15.82                                                  |
| العاصمة                                                   | لومي            | ويلينغتون، أوكلاند                                     |
| اللغة الرسمية                                             | لغة فرنسية      | لغة إنجليزية، اللغة الماورية، لغة الإشارة النيوزيلندية |
| العملة                                                    | فرنك غرب أفريقي | دولار نيوزيلندي، الجنيه النيوزيلندي                    |
| الناتج المحلي الإجمالي (بليون دولار)                      | 4.81 مليار      | 205.85 مليار                                           |
| الناتج المحلي الإجمالي (تعادل القوة الشرائية) بليون دولار | 10.67 مليار     |                                                        |
| الناتج المحلي الإجمالي الاسمي للفرد دولار أمريكي          | 559             |                                                        |
| الناتج المحلي الإجمالي للفرد دولار أمريكي                 | 1.43 ألف        |                                                        |
| مؤشر التنمية البشرية                                      | 0.484           | 0.914                                                  |
| رمز المكالمات الدولي                                      | +228            | +64                                                    |
| رمز الإنترنت                                              | .tg             | .nz                                                    |
| المنطقة الزمنية                                           | 00              | ت ع م+13:00، ت ع م+12:00                               |

## منظمات دولية مشتركة
يشترك البلدان في عضوية مجموعة من المنظمات الدولية، منها:
| علم المنظمة | اسم المنظمة                               | تاريخ انضمام توغو | تاريخ انضمام نيوزيلندا |
| ----------- | ----------------------------------------- | ----------------- | ---------------------- |
|             | مؤسسة التنمية الدولية                     | 21 أغسطس 1962     | 1 أكتوبر 1974          |
|             | يونسكو                                    | 17 نوفمبر 1960    | 4 نوفمبر 1946          |
|             | وكالة ضمان الاستثمار متعدد الأطراف        | 15 أبريل 1988     | 22 أبريل 2008          |
|             | الأمم المتحدة                             | 20 سبتمبر 1960    | 24 أكتوبر 1945         |
|             | الاتحاد البريدي العالمي                   | ?                 | ?                      |
|             | البنك الدولي للإنشاء والتعمير             | 1 أغسطس 1962      | 31 أغسطس 1961          |
|             | الاتحاد الدولي للاتصالات                  | 14 سبتمبر 1961    | 3 يونيو 1878           |
|             | منظمة حظر الأسلحة الكيميائية              | ?                 | ?                      |
|             | مؤسسة التمويل الدولية                     | 4 سبتمبر 1962     | 31 أغسطس 1961          |
|             | المركز الدولي لتسوية المنازعات الاستشارية | 10 سبتمبر 1967    | 2 مايو 1980            |
|             | منظمة التجارة العالمية                    | ?                 | ?                      |
|             | منظمة الشرطة الجنائية الدولية             | ?                 | ?                      |

## وصلات خارجية
- موقع وزارة الخارجية النيوزيلندية